# Eochroa trimenii
Eochroa trimenii is een vlinder uit de onderfamilie Saturniinae van de familie der nachtpauwogen (Saturniidae).
De wetenschappelijke naam van de soort werd in 1875 gepubliceerd door Cajetan von Felder.